# Liste der Ortschaften im Bezirk Gmunden
Die Liste der Ortschaften im Bezirk Gmunden enthält die Gemeinden und ihre zugehörigen Ortschaften im oberösterreichischen Bezirk Gmunden.
- Altmünster
  - Eben
  - Ebenzweier
  - Eck
  - Gmundnerberg
  - Grasberg
  - Mühlbach
  - Nachdemsee
  - Neukirchen
  - Reindlmühl

- Bad Goisern am Hallstättersee
  - Anzenau
  - Au
  - Bad Goisern
  - Edt
  - Görb
  - Gschwandt
  - Herndl
  - Kogl
  - Lasern
  - Muth
  - Obersee
  - Pichlern
  - Posern
  - Pötschen
  - Primesberg
  - Ramsau
  - Rehkogl
  - Reitern
  - Riedln
  - Sankt Agatha
  - Sarstein
  - Solbach
  - Stambach
  - Steeg
  - Steinach
  - Unterjoch
  - Untersee
  - Weißenbach
  - Wiesen
  - Wildpfad
  - Wurmstein

- Bad Ischl
  - Ahorn
  - Eck
  - Haiden
  - Hinterstein
  - Jainzen
  - Kaltenbach
  - Kößlbach
  - Kreutern
  - Lauffen
  - Lindau
  - Mitterweißenbach
  - Perneck
  - Ramsau
  - Reiterndorf
  - Rettenbach
  - Roith
  - Steinbruch
  - Steinfeld
  - Sulzbach

- Ebensee am Traunsee
  - Ebensee
  - Kohlstatt
  - Lahnstein
  - Langwies
  - Oberlangbath
  - Offensee
  - Plankau
  - Rindbach
  - Roith
  - Trauneck
  - Unterlangbath

- Gmunden

- Gosau

- Grünau im Almtal

- Gschwandt
  - Kranabeth
  - Moosham
  - Oberndorf
  - Oberweis

- Hallstatt
  - Gosauzwang
  - Lahn
  - Salzberg

- Kirchham
  - Bergham
  - Danzlau
  - Edtholz
  - Eisengattern
  - Feichtenberg
  - Guggenberg
  - Hagenmühle
  - Hilzing
  - Hüttenboden
  - Im Tal
  - In der Au
  - Kaltenmarkt
  - Kampesberg
  - Kogl
  - Kohlwiese
  - Krottendorf
  - Laizing
  - Laudachtal
  - Steg
  - Wahl
  - Windberg

- Laakirchen

- Obertraun
  - Winkl

- Ohlsdorf
  - Aichlham
  - Aupointen
  - Aurachkirchen
  - Edlach
  - Edt
  - Ehrendorf
  - Ehrenfeld
  - Föding
  - Fraunsdorf
  - Großreith
  - Hafendorf
  - Hildprechting
  - Hochbau
  - Hochleithen
  - Holzhäuseln
  - Irresberg
  - Kleinreith
  - Kohlwehr
  - Obernathal
  - Oberthalham
  - Parz
  - Peiskam
  - Penesdorf
  - Preinsdorf
  - Purndorf
  - Rittham
  - Ruhsam
  - Sandhäuslberg
  - Traich
  - Unternathal
  - Unterthalham
  - Weinberg

- Pinsdorf
  - Buchen
  - Großkufhaus
  - Innergrub
  - Moos
  - Neuhofen
  - Pinsdorfberg
  - Steinbichl
  - Wiesen
  - Wolfsgrub

- Roitham am Traunfall
  - Altmanning
  - Au
  - Auholz
  - Außerpühret
  - Außerroh
  - Bichlbauer
  - Bühl
  - Deising
  - Edt
  - Edtmayer
  - Hötzelsdorf
  - Innerroh
  - Kemating
  - Kirnbach
  - Lebl-Roith
  - Magling
  - Mitterbuch
  - Nöstling
  - Oberbuch
  - Palmsdorf
  - Roitham
  - Sandgasse
  - Stötten
  - Unterpühret
  - Vornbuch
  - Wangham
  - Watzing

- Sankt Konrad
  - Edt
  - Steg

- St. Wolfgang im Salzkammergut
  - Aschau
  - Au
  - Bürglstein
  - Graben
  - Markt
  - Mönichsreith
  - Radau
  - Rußbach
  - Schwarzenbach
  - Weinbach
  - Windhag
  - Wirling

- Traunkirchen

- Scharnstein
  - Dorf
  - Mühldorf
  - Viechtwang

- Vorchdorf